# Никълъс Мъри Бътлър
Вижте пояснителната страница за други личности с името Бътлър.
Никълъс Мъри Бътлър (на английски: Nicholas Murray Butler) е американски философ, педагог, дипломат и публицист.
Президент на „Фондация Карнеги за международен мир“. За своята ангажираност с антисемитизма и пакта Келог-Бриан е удостоен, заедно с Джейн Адамс, с Нобелова награда за мир за 1931 г.

## Произход и образование (1862 – 1885)
Роден е на 2 април 1862 година в Елизабет, щат Ню Джърси, САЩ, най-голямото от петте деца в семейството на текстилния производител Хенри Бътлър и Мери Джойс Мъри. След като завършва училището в Патърсън, Ню Джърси, през 1878 г. постъпва в Колумбийския колеж (днес Колумбийски университет), за да учи право. Но под влияние на Фредерик А. П. Бърнард решава да се посвети на педагогиката. През 1882 г. завършва колежа с отличен успех и продължава да учи философия. През 1883 получава магистърска степен, през 1884 докторска степен по философия, а отпуснатата му стипендия му дава възможност да прекара една година в университетите в Берлин и Париж.

## Академична дейност (1885 – 1920)
През 1885 г. Бътлър се връща в Колумбия като адюнкт-професор по философия. След две години, продължавайки преподавателската си дейност, той става президент на Асоциацията за професионална подготовка – филантропска организация, която покровителства професионалното обучение в държавните училища. Под негово ръководство през 1889 г. организацията открива Нюйоркския колеж за подготовка на учители, преименуван през 1892 г. в Учителски колеж. През 1901 г. между Учителския и Колумбийския колеж са установени творчески връзки.
През 1890 г. Бътлър става професор по философия, етика и психология в Колумбийския колеж. Тогава Съветът на попечителите одобрява неговия план за задълбочено изучаване на естествознание и философия, педагогиката е включена сред академичните университетски дисциплини.
През тези години Бътлър се стреми да създаде централизирана администрация за училищно образование, да организира обучение по педагогика като наука. От 1887 до 1895 г. е член на Съвета за народно образование на щата Ню Джърси и оглавява комитет по образованието. С усилията на Бътлър Асоциацията на учителите минава под егидата на държавните органи, а в учебните планове е включено професионално обучение.
През 1894 г. Бътлър се премества в Ню Йорк. Там успява да убеди законодателното събрание на щата да отмени училищните съвети на попечителите, които според него имат чисто политическо значение. Организаторските способности на Бътлър му помагат да унифицира образователната система в щата Ню Йорк и да създаде комисия по народното образование. В съответствие с приетата през 1897 г. Велика нюйоркска харта в града се появява длъжността управител на училищата.
През 1890 г. Бътлър започва да издава „Педагогически обзор“, научно списание за разпространение на прогресивни педагогически възгледи. Като член на Националната педагогическа асоциация и неин ръководител през 1894 – 1895 г. Бътлър участва в създаването на „Комитета на десетте“, чиято цел е да обедини педагозите за изучаване на проблемите на средното и висшето образование, и комитета по изискванията към постъпващите в колеж. През 1900 г. Бътлър изиграва важна роля за учредяването на Съвета за приемните изпити в колежите, става негов първи секретар, а от 1901 до 1914 г. – негов председател.
През 1901 г. президентът на Колумбийския колеж подава оставка и Бътлър е назначен да поеме неговите задължения. През следващата година е въведен официално в изпълнението на длъжността като 12-и президент на университета. Бътлър стои на този пост до 1945 г., като през цялото време съдейства за задълбочаването на специализацията и за повишаването на равнището на аспирантурата. В колежа е открита школа за журналисти и зъболекари, разширяват се учебните планове. Растящото културно влияние и научната репутация на колежа привличат на работа в него такива учени като философа Джон Дюи, историка Чарлз Бърд, зоолога Томас Хънт Морган. До 1914 г., благодарение в много отношения на Бътлър, Колумбия става един от най-големите университетски центрове в света.
Растящата необходимост от административен контрол пробужда у Бътлър автократичното начало. В интерес на оперативността той започва да назначава през 1905 г. деканите, като отменя избирането им във факултетите. Неговите недоброжелатели му дават прозвището „цар Николай“, когато уволнява няколко свои сътрудници преди Първата световна война, а през 1917 г. сваля от длъжността им двама професори, които критикуват закона за мобилизацията. Няколко преподаватели, сред които и Чарлз Бърд, подават оставка в знак на протест. Бътлър защитава своите позиции, твърдейки, че академичната свобода не дава право да се подкопават моралните и обществените устои.

## Дипломатическа дейност (1920 – 1945)
Като консервативен републиканец Бътлър взема активно участие и в политическия живот. Той посещава националните партийни конгреси, съдейства за прокарването на законопроекти, води избирателни кампании, съветва национални лидери, сред които и Теодор Рузвелт. През 1920 г. Бътлър се кандидатира за президентските избори, но получава само един глас – на сина си – и своята кандидатура.
По време на пътуванията си из Европа през 80-те и 90-те години на ХІХ век Бътлър се увлича от идеите за мир, запознава се с френския сенатор Пол д`Естурнел и с други дейци. Като председател на Конференцията за международен арбитраж през 1907 и 1909 – 1912 г. Бътлър защитава необходимостта от ограничаване на въоръжаването и създаване на международен съд. Речите му са публикувани през 1912 г. под названието „Международен поглед“, което става популярен израз сред интернационалистите.
През 1910 г. Бътлър убеждава Андрю Карнеги да приведе 10 млн. долара на Фонда за международен мир (наречен на името на Карнеги). Бътлър ръководи във фонда отдела по образованието до 1925 г., когато сменя Илайхю Рут на поста президент. Начело с Бътлър фондът се заема с възстановяването на европейските библиотеки след световната война, поощрява културните връзки, финансира преподаването на курсове по международни отношения в колежите.
Бътлър активно подкрепя пакта Келог-Бриан. Представители на 15 страни подписват през 1928 г. пакта, който осъжда войната като средство за национална политика, но не предвижда начини за защита на мира.
През 30-те години на ХХ век Бътлър продължава да проповядва своите възгледи за това, че икономическият национализъм е заплаха за мира. Той призовава Европа към икономическо единство и критикува законите за неутралитета на САЩ.
Оставайки противоречива фигура по време на цялата си кариера, Бътлър си спечелва със своите убеждения и постъпки влиятелни приятели и могъщи врагове. Сред неговите доброжелатели са френският философ Анри Бергсон, английският писател Хърбърт Уелс, американският мислител Хенри Менкен, членът на Върховния съд Бенджамин Кардозо. От друга страна прогресивни дейци като Робърт Лафолет, съдията Харлан Фиск Стоун и писателя Ъптон Синклер смятат Бътлър за опортюнист и прислужник на управляващата класа. На особено яростни критики Бътлър е подлаган за контактите си с германския кайзер Вилхелм II, а също така и с италианския диктатор Мусолини. Но с началото на Втората световна война в Европа Бътлър става един от най-твърдите привърженици на намесата на Америка във войната срещу държавите от Оста.

## Последни години (1945 – 1947)
На 75 години Бътлър обявява готовността си „да умре на своето работно място“, но загуба на зрението и прогресираща глухота го принуждават през 1945 г. да подаде оставка. Той заболява от възпаление на белите дробове и умира на 7 декември 1947 година в Ню Йорк на 85-годишна възраст.

## Семейство
През 1887 г. Бътлър се жени за Сюзън Едуърдс Шуйлър, дъщеря на оръжеен фабрикант, която умира през 1903 г. Единствената им дъщеря Сара, родена през 1893 г., не живее дълго. Вторият брак на Бътлър с Кейт Ламонтан през 1907 г. се оказва неуспешен.